# Venezolanische Pferdeenzephalomyelitis
Die Venezolanische Pferdeenzephalomyelitis (engl. Venezuelan Equine Encephalitis, VEE) ist eine tödlich verlaufende Viruserkrankung der Pferde, die wie alle Pferdeenzephalomyeliten zu den anzeigepflichtigen Tierseuchen gehört. Sie ist auch auf den Menschen übertragbar (Zoonose) und kann selten eine tödliche Erkrankung auslösen.

## Erreger
Der Erreger der Erkrankung ist das Venezuelan Equine Encephalitis Virus (alias Venezuelan Equine Encephalomyelitis Virus, VEEV) aus der Gattung Alphavirus der Familie der Togaviridae. Dieses Virus bildet zusammen mit nahen Verwandten eine besondere Gruppe innerhalb dieser Gattung (VEEV-Gruppe, englisch Venezuelan equine encephalitis virus complex), zu der u. a. auch das Rio-Negro-Virus, Mucambo-Virus, Paramana-Virus und Everglades-Virus gehören. Es gibt circa sechs Subtypen von VEEV, wobei nur der Subtyp 1 eine ernsthafte Erkrankung auslöst und damit als eigentlicher Erreger gilt. Die Tierseuche kommt in Süd- und Mittelamerika vor.
Als Hauptvektor fungieren die Stechmücken Culex tarsalis und Culex pipiens, es ist auch eine Kontaktinfektion mit Speichel erkrankter Tiere möglich. Als Virusreservoir dienen Wildvögel und Nagetiere. Sie sind, wie auch Haustiere, prinzipiell für das Virus empfänglich, entwickeln aber keine oder nur milde Symptome.

## Klinik

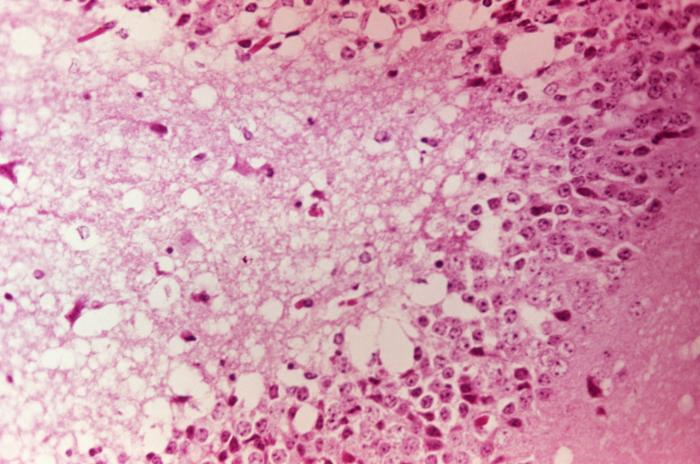
Venezolanische Pferdeenzephalomyelitis, Befall von Maushirn

### Pferd
Die Inkubationszeit beträgt 1 bis 7 Tage. Die Erkrankung äußert sich relativ unspezifisch. Das Virus ist weniger neurotrop als die anderen Pferdeenzephalomyelitisviren. Es verursacht häufig Schädigungen der Blutgefäße und kann viele Organe befallen. Klinisch treten Fieber, Abgeschlagenheit, Fressunlust und je nach Organbefall weitere Symptome auf.
Die Mortalität bei Pferden kann bis zu 80 % betragen, der Tod tritt gewöhnlich innerhalb 2–7 Tagen ein.

### Mensch
Beim Menschen kommen im Regelfall nur milde klinische Erscheinungen vor, bei 1 % der Fälle kann die Infektion tödlich verlaufen.
Eine Übertragung von Mensch zu Mensch sei nicht möglich.

## Bekämpfung
Eine wirksame Therapie gibt es nicht.
In Österreich ist die Erkrankung anzeigepflichtig.
Die Venezolanische Enzephalomyelitis gilt in der Schweiz als "zu bekämpfende Seuchen".
Impfstoffe existieren, sind in der Schweiz aber nicht zugelassen.